# Libar (glazbeni sastav)
Libar je glazbeni sastav iz Splita, Hrvatska. Počeli su kao klapa a poslije su se preusmjerili na rock.

## Povijest
Osnovan 2007. kao klapa Libar. Sastavljen je od petorice pjevača, članova ponajboljih dalmatinskih klapa (Iskon, Šufit, Cambi, Tragos, Grdelin...) i četvorice instrumentalista članova eminentnih bendova splitske scene (TBF, Dioniz, Đubrivo, Dr. Evil, Benighted...).
Prvi nastup ikada bio je u Rijeci 2008. godine u sklopu programa Riječkih ljetnih noći. Publika im je koncertni nastup na treće mjesto svih događanja programa Ljetnih noći. Godine 2008. objavili su prvi album Libar Prvi na kojem je bilo dvanaest obrada. Zvukom je potpuno klapski i akustičan. Nakon toga promijenili su postavu i prestali biti klapa te su maknuli atribut klape iz imena. Nagrađen je nagradom Prvi Indexi u Sarajevu za najbolji regionalni etno album. Godine 2010. nastupili su na Večerima dalmatinske šansone i osvojili tri Šansonijera sa svojom prvom autorskom pjesmom Dite koja je postala uspješnica. Uspjeh na festivalu i uspješnica donijeli su im diskografski ugovor i nekoliko godina održavanja koncerata diljem Hrvatske. Ostvarili su poslije i suradnju s Darkom Rundekom i s jednom od eminentnih hrvatskih modnih dizajnerica – Milenom Rogulj. Potonju suradnju inicirali su Librovci i njihova izdavačka kuća Menart. Do tad su u fazama prošli od eksperimentalne dalmatinske klape, preko cover sastava do autorskog rock sastava. Nadahnuće za pjesme nalazili su u ljubavi i duhovnosti. 
Sljedeći album pripremali su dvije godine. Nova je postava radila na albumu. Album Libar izašao je 2012. godine, u potpunosti je rock, zvukom sliči na Queen ili Muse. Bio je nominiran za nagradu Impala (najbolji europski indie album). Te godine imali su svoj najveći i najvažniji koncert u Tvornici kulture. Za skladbu Ne mogu ti reći zbogom s albuma Libar napravili su spot u režiji Siniše Jakelića i Tonija Mijača, snimljen u Spaladium Areni. Nastupili su na Splitskom festivalu 2013. godine skladbom Oprosti mi  i osvojili drugu nagradu žirija Srebrni val; iste godine na Večerima dalmatinske šansone nastupili su sa skladbom Vrh i osvojili nagradu za najbolji tekst; producirao ju je legendarni Ivica Čović-Pipo (Haustor, Metak, Regata...). 2017. godine djelovali su u postavi Andro Rivier, Sina Jakelić, Nikola Colnago, Mario Alajbeg, Tonči Radić, Ivan Ivanišević, Marin Koceić i Nikola Čelan. Nastupili su Večerima dalmatinske šansone u Šibeniku 19. – 20. kolovoza s novim singlom Zakon soli, art-rock skladba za koji su snimili i spot.  Za snimanje te skladbe u studiji su imali velika imena, od Damira Rakića (gitarist, Čuvari svirala) do splitskog glazbenika za sve Jana Ivelića – Pele, a sve je producirao Ivica Čović – Pipo. Na singlu surađivala je studentica glume i pjevačica Uršula Najev. Nikola Džaja je pomogao oko aranžmana. Taj nastup 2017. na VDŠ bio im je deseti nastup na svim festivalima uključujući RockOff i Splitski festival.

## Diskografija
- Libar Prvi, 2008.
- Libar, 2012.

## Članovi
Članovi:
- Andro Rivier (tenor I)
- Sina Jakelić (tenor II)
- Nikola Colnago (bariton)
- Nikola Čelan (bas I/bass I)
- Mario Alajbeg (bas II)
- Tonči Radić (el. gitara)
- Ivan Ivanišević (bas gitara)
- Marin Koceić (bubnjevi/drums)

## Nagrade
Nagrade:
- "Libar prvi" - Najbolji etno album, nagrada Prvi Indexi (Sarajevo, 2009.)
- Libar: najbolji debitant, skladba Dite najbolji tekst, treća nagrada publike (FDŠ Šibenik, 2010)
- Vrime radi svoje, Oprosti mi, Vrh - Splitski festival, FDŠ Šibenik, nagrade 2011. – 2013.
- Nominirani za nagradu Impalu za najbolji europski neovisni album  - 2012.

## Vanjske poveznice
- Službene stranice  Arhivirana inačica izvorne stranice od 21. prosinca 2014. (Wayback Machine)
- Discogs
- Facebook
- YouTube
- Grupa Libar na Radio Dalmaciji SoundCloud
- Split.com.hr
- Menart